# Gregorius av Nin

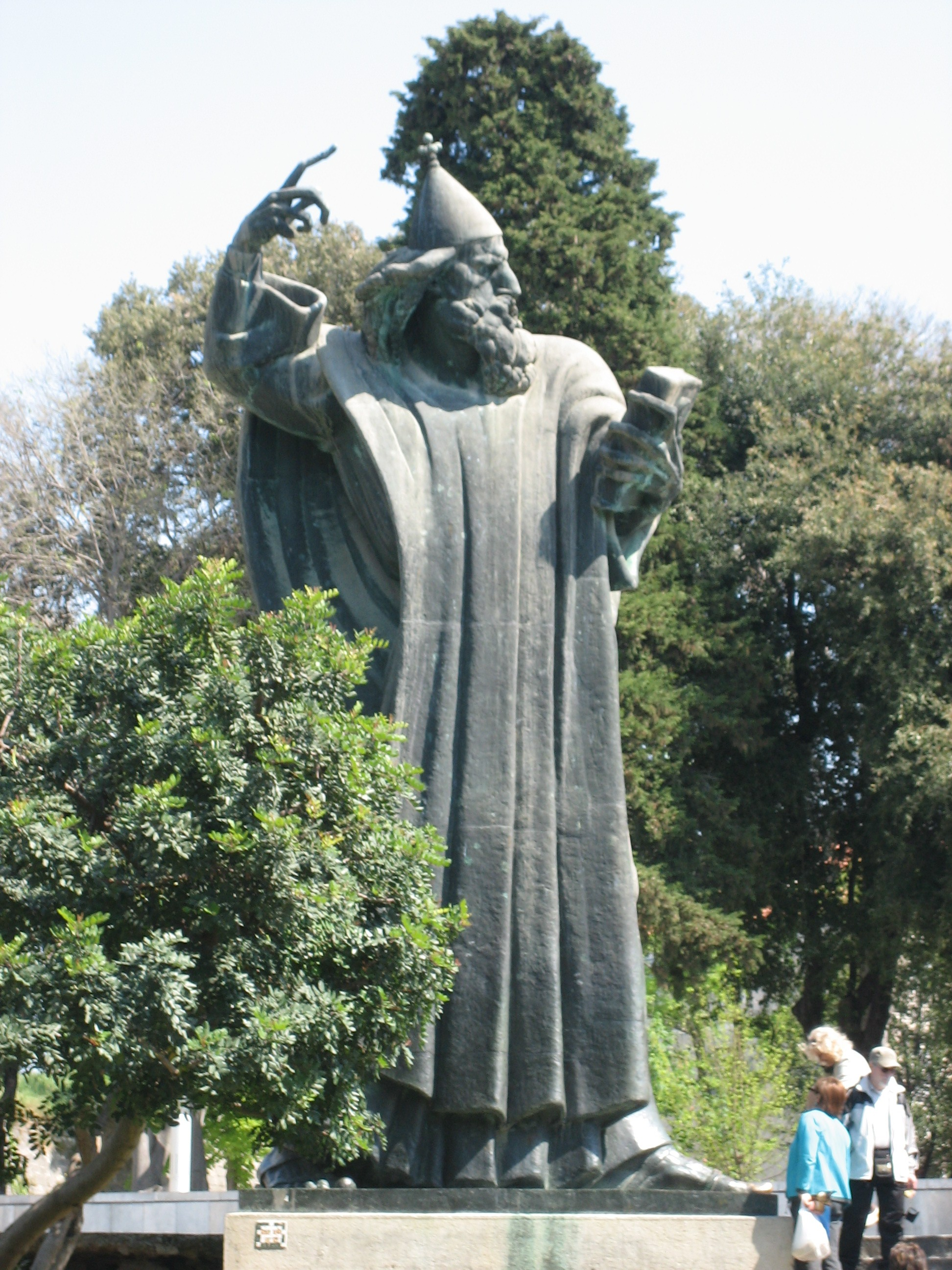
Gregorius av Nin-statyn i Split skapad av Ivan Meštrović år 1929.

Gregorius av Nin (kroatiska: Grgur Ninski) var en kroatisk biskop under 900-talet som bland annat motsatte sig påvens makt och förespråkade att kroatiska skulle få användas som kyrkospråk inom liturgin istället för latin. Gregorius var biskop av Nin i närheten av Zadar. Hans ambitioner motsattes av påven men hans arbete bidrog starkt för spridningen av kristendomen i Kroatien och har haft stor betydelse för det kroatiska språket och dess utveckling.